# لوحة غسيل الحبر

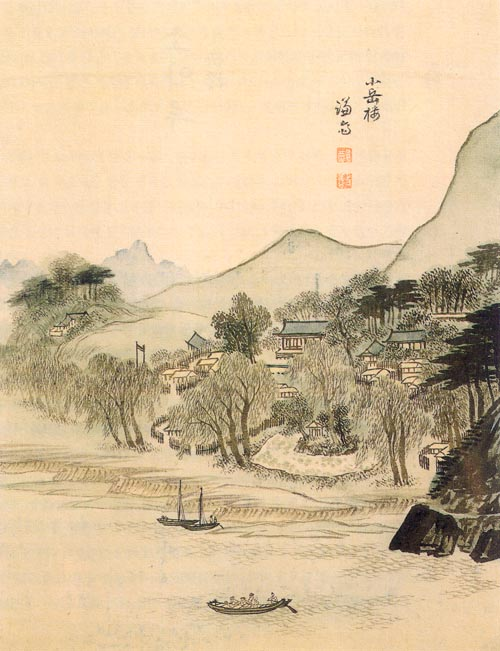
منظر طبيعي من الرسام jeong seon

لوحة غسيل الحبر هي تقنية تخفيف الحبر بالماء وهي نوع من أنواع الرسم بالفرشاة في الشرق الآسيوي ذات أصل صيني التي تستخدم الحبر الأسود والذي يستخدم ايضاً في فن التخطيط الشرق-آسيوي بمختلف اشكاله.

## التاريخ
إن الرسم بالحبر أو الشان شوي وجد خلال حقبة سلالة ليو سونغ الصينية في القرن الخامس، وتطور بعد ذلك خلال حقبة سلالة تانغ (618-907). وقد قدم إلى كوريا بعد ذلك بمدة قصيرة بعد اكتشاف الصين للحبر. في القرن الثامن نُسب فضل إضافة الألوان للوحات إلى الشاعر والرسام وانغ وي وآخرين.

## فلسفات
الكتابات الاسيوية الاصيلة متناسقة بشكل عام على تحديد الهدف من رسومات بغسل الحبر ليس فقط لإعادة إنتاج المظهري للموضوع بل لألتماس روحه. فلرسم حصان بغسل الحبر الرسم يجب ان يفهم الطباع بدلا من العضلات والعظام، ولرسم وردة ليس هناك حاجة لمطابقة البتلات والألوان بل جوهرها هو نقل الحياة والعطر الذان ينبعثان منها. يعتبر هذا النوع من الرسم نوع من أنواع الفن التعبيري الذي يوثق الغير مرئي.
في رسمات المناظر الطبيعية المشاهد المصورة غالباً ما تكون خيالية أو تجسيد لمنظر مشهور. ومن أشهر المناظر الطبيعية هي الجبال، والقرى وغالبا مناطق معينة تشتهر بجمالها، وكذلك المياه.
لهذا النوع من الرسم تاريخ طويل في الشرق الاسيوي من الفنانين الحديثين في الشرق. الرسام الأمريكي والمتعلم آرثر ويسلي داو قال في كتابه الكلاسيكي composition «الرسام...يضع الورقة امامه وبأقل عدد ممكن من الخطوط والنغمات بطريقة كافية لإظهار شكل ومقام وتأثير يستشعر. فكل لمسة فرشاة يجب ان تحمّل بالمعنى وابعاد التفاصيل الغير مجدية. فيجمع كل النقاط الجيدة بطريقة ما، إذاً لديك صفات الرسام العالية». إن سحر داو مع رسومات غسل الحبر لم يقتصر على تشكيل أسلوبه الخاص في الفن فحسب، بل ساعد أيضًا في تحرير العديد من الحداثيين الأميركيين في ذلك العصر، بما في ذلك تلميذته جورجيا أوكيفي، مما أسمته نهج «سرد القصص». كافح داو من أجل تركيب متناسق عن طريق ثلاث عناصر: الخط والتضليل والألوان.
خلال سلالة مينغ الرسامين الصينين دونغ كوي تشانغ ومو تشالونغ وتشين جيرو صنفوا نوعين من المدارس: المدرسة الشمالية للرسم والمدرسة الشرقية للرسم وتعرف ايضاً بالرسم الادبي.

## الأسلوب
تستخدم لوحة غسل الحبر اللونية والتظليل عن طريق تغيير كثافة الحبر، سواء عن طريق الجرش الفارق لفرشة الحبر في الماء وتغيير حمولة الحبر والضغط داخل فرشاة واحدة، فيقضي الفنانون الذين يحبون غسل الحبر سنوات في ممارسة ضربات الفرشاة الأساسية لتحسين حركة الفرشاة وتدفق الحبر. في يد الخبير، يمكن ضربة واحدة أن تنتج اختلافات مذهلة بشكل نغمي من الأسود القاتم إلى الرمادي الفضي. بالتالي، التضليل في محتواه الأصلي يحمل معنى أكثر من تدريج غامق وفاتح، إنه فارق بسيط جميل بالشكل النغمي يوجد في لوحات غسيل الحبر وفن الخط والحبر في شرق آسيا.

## المواد والأدوات
عادة ما يتم رسم لوحة غسل الحبر على ورق شوان (صيني) أو الوشي (ورق ياباني) وكلاهما ماص للغاية وليس لها حجم خاص، كما يستخدم الحرير في بعض أشكال الرسم بالحبر. العديد من أنواع ورق شوان والوشي لا ترسم بسهولة من الغسل الناعم كما تفعل ورق الألوان المائية. كل ضربة من الفرشاة مرئية لذلك أي «غسل» بمعنى اللوحة النمط الغربي يتطلب ورق بحجم جزئي. يتفهم مصنعوا الورق في الوقت الحاضر مطالب الفنانين للحصول على أوراق أكثر تنوعاً ويعملون على إنتاج أنواع أكثر مرونة. إذا كان أحد يستخدم الورق التقليدي، فإن فكرة «غسل الحبر» تشير إلى تقنية الرطب على الرطب، وتطبيق الحبر الأسود على الورق حيث تم بالفعل تطبيق حبر أخف، أو عن طريق معالجة الحبر المائي المخفف بسرعة بمجرد تطبيقه إلى الورقة باستخدام فرشاة كبيرة جدًا.

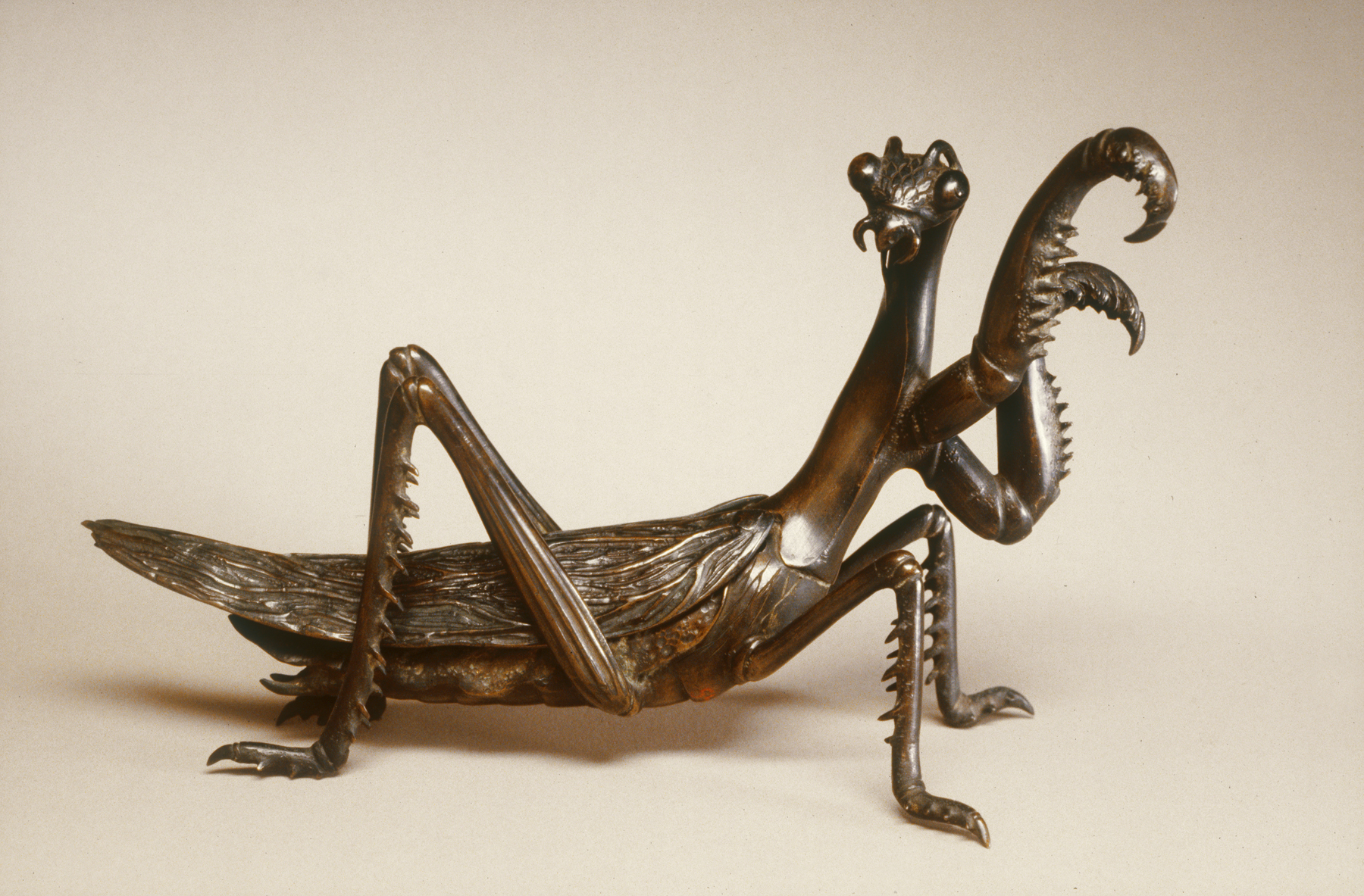
موضع الفرش على شكل سرعوف

في لوحات غسيل الحبر، كما هو الحال في فن الخط، يقوم الفنانون عادة بطحن الحبر على الحجر الحبري للحصول على الحبر الأسود، ولكن الأحبار السائلة المحضرة مثل (墨汁 باللغة اليابانية bokuju) متوفرة أيضًا. وتصنع معظم أعواد الحبر من السخام من الصنوبر أو الزيت مع الغراء الحيواني. يقوم الفنان بوضع بضع قطرات من الماء على الحجر الحبري وفي حركة دائرية يقوم بطحنه حتى يصبح على نحو سلس وتركيز الحبر الأسود المطلوب. تختلف الأحبار السائلة المحسنة في اللزوجة وفي القابلية للذوبان وفي التركيز وما إلى ذلك، ولكنها بشكل عام أكثر ملاءمة لممارسة فن الخط الصيني أكثر من تنفيذ الرسومات. في بعض الأحيان تزين اعواد الحبر نفسها بزخارف طبيعية أو زهور في نقش بارز ويزين بعضها بالذهب.
فرش لوحات غسل الحبر مشابهة للفرش المستخدمة في فن الخط وهي مصنوعة تقليديًا من الخيزران ومن شعر الماعز والماشية والحصان والأغنام والأرانب والدجاج والغرير والغزلان والخنزير والذئب. يتم تشذيب شعر الفرشاة إلى نقطة جيدة ليعطيه ميزة الحيوية لأسلوب الرسم بالحبر.
هناك فرش مختلفة لديها صفات مختلفة، يمكن لفرشاة صغيرة ذات شعر ذئب مدبب أن تحدث خطًا رفيعًا من الحبر (يشبه إلى حد كبير خط القلم). ويمكن لفرشاة صوف كبيرة (شكل واحد يسمى السحابة الكبيرة) أن تحتفظ بكمية كبيرة من الماء والحبر. عندما تضرب فرشاة السحب الكبيرة على الورق، فإنها توفر رقعة متدرجة من الحبر تشمل ظلالاً لا تعد ولا تحصى من الرمادي إلى الأسود.
بمجرد رسم ضربة لا يمكن للرسام تغييرها أو محوها. وهذا يجعل الرسم بالحبر والغسل فنًا أصيلا يتطلب الكثير من المهارات والتركيز وسنوات من التدريب.

## فنانين بارزين

### الصين

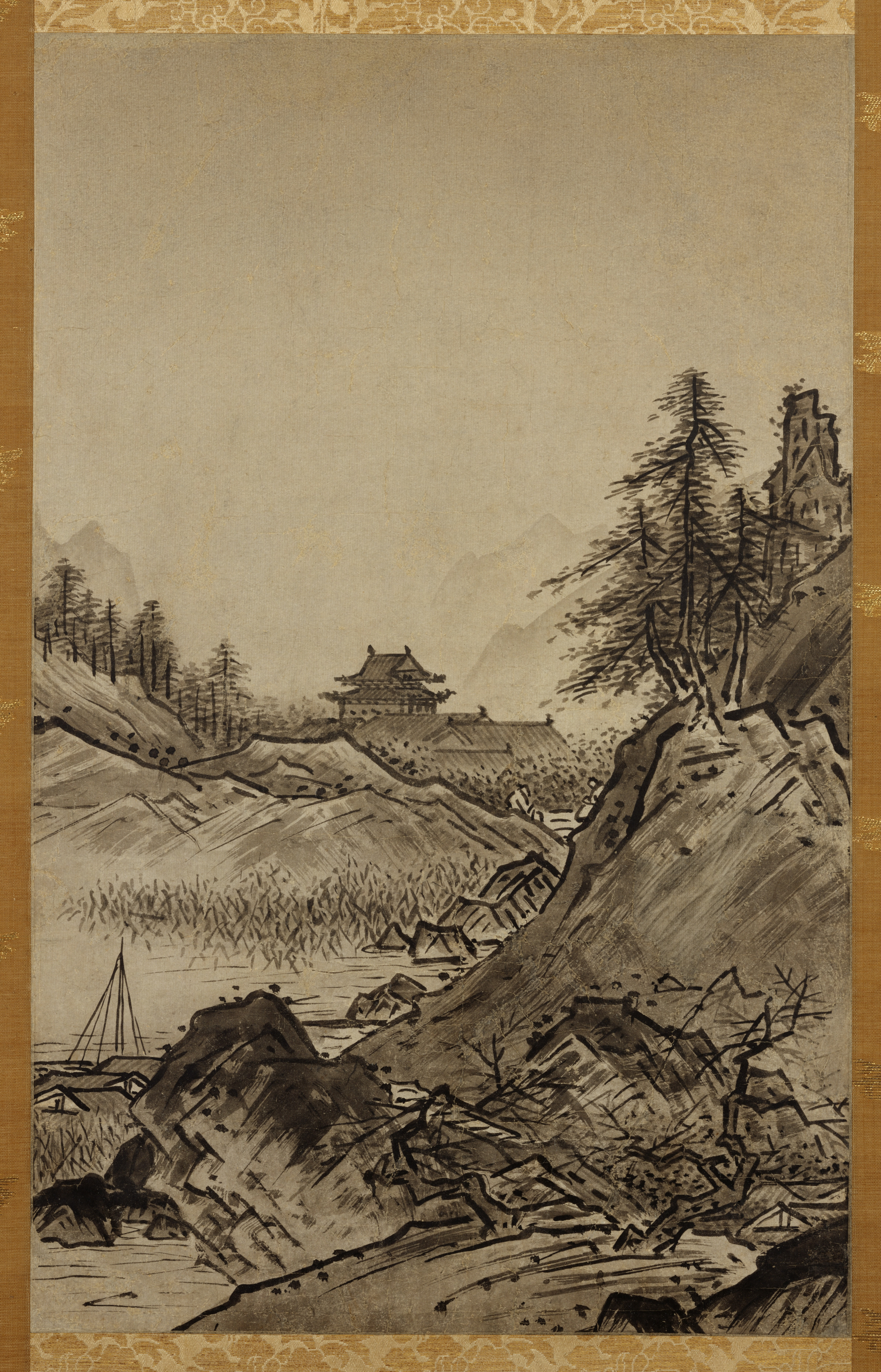
منظر طبيعي لمدينة يابانية بموسم الخريف من الرسام Sesshū Tōyō 1420-1506

- Southern School
- Four Masters of the Yuan dynasty
- Four Masters of the Ming dynasty
- Four Wangs, 17th century
- Bada Shanren
- Ong Schan Tchow
- Su Shi
- Qi Baishi
- Wu Zuoren
- Xu Beihong
- Zhang Daqian

### كوريا
- An Gyeon
- Byeon Sang-byeok
- Gang Hui-an
- Nam Gye-u
- Kim Hong-do
- Shin Yun-bok
- Owon
- Jeong Seon

### اليابان
- Josetsu
- Tenshō Shūbun
- Sesshū Tōyō
- Hasegawa Tōhaku
- Ike no Taiga